# Abies sachalinensis var. gracilis
Abies sachalinensis var. gracilis (Kom.) Farjon, 1990, è una varietà naturale di A. sachalinensis appartenente alla  famiglia delle Pinaceae, endemica di una ristretta area di 20 ettari della penisola Kronockij, in Kamčatka.

## Etimologia
Il nome generico Abies, utilizzato già dai latini, potrebbe, secondo un'interpretazione etimologica, derivare dalla parola greca ἄβιος = longevo. Il nome specifico sachalinensis si riferisce all’isola in cui venne "descritta" per la prima volta. L'epiteto gracilis fa riferimento agli aghi e ai coni più piccoli della specie nominale.

## Descrizione
Questa varietà differisce da A. sachalinensis per gli aghi più corti e i coni femminili più piccoli, con brattee esposte. La corteccia è di colore grigio e i coni sono purpurei da immaturi.

## Distribuzione e habitat
Cresce in una piccola area di 20 ettari lungo la costa della Kamčatka.

## Tassonomia
La classificazione di questo taxon costituisce un caso singolare e ancora irrisolto: l'unica popolazione, di circa 30000 individui, potrebbe non essere naturale bensì frutto di una riforestazione effettuata dalle popolazioni locali. Lo stesso Farjon, ritiene che siano necessari studi genetici che avvalorino l'ipotesi che si possa trattare di un relitto dell'era terziaria.

### Sinonimi
Sono riportati i seguenti sinonimi:
- Abies gracilis Kom.
- Abies sachalinensis subsp. gracilis (Kom.) Silba

## Conservazione
Viene classificata come DD (data deficient in inglese) nella Lista rossa IUCN, in attesa di una classificazione certa e in particolare della certezza che si tratti di popolazione naturale spontanea.